# Hylarana moellendorffi
Hylarana moellendorffi är en groddjursart som först beskrevs av Oskar Boettger 1893.  Hylarana moellendorffi ingår i släktet Hylarana och familjen egentliga grodor. IUCN kategoriserar arten globalt som nära hotad. Inga underarter finns listade i Catalogue of Life.